# Helina scutellata
Helina scutellata är en tvåvingeart som beskrevs av Shinonaga 2003. Helina scutellata ingår i släktet Helina och familjen husflugor. Inga underarter finns listade i Catalogue of Life.